# Kraussina gardineri
Kraussina gardineri är en armfotingsart som beskrevs av Dall 1910. Kraussina gardineri ingår i släktet Kraussina och familjen Kraussinidae. Inga underarter finns listade i Catalogue of Life.